# Bentarique
Bentarique ist ein südspanisches Dorf und Gemeinde (municipio) in der Provinz Almería mit 227 Einwohnern (Stand: 2024). 

## Lage
Bentarique liegt etwa 28 Kilometer nordwestlich von Almería in einer Höhe von ca. 325 m am Río Andarax. 

## Bevölkerungsentwicklung
| Jahr      | 1970 | 1981 | 1991 | 2001 | 2011 | 2021 |
| --------- | ---- | ---- | ---- | ---- | ---- | ---- |
| Einwohner | 386  | 338  | 365  | 308  | 277  | 239  |

## Sehenswürdigkeiten
- Kirche Mariä Verkündigung (Iglesia de la Anunciación)

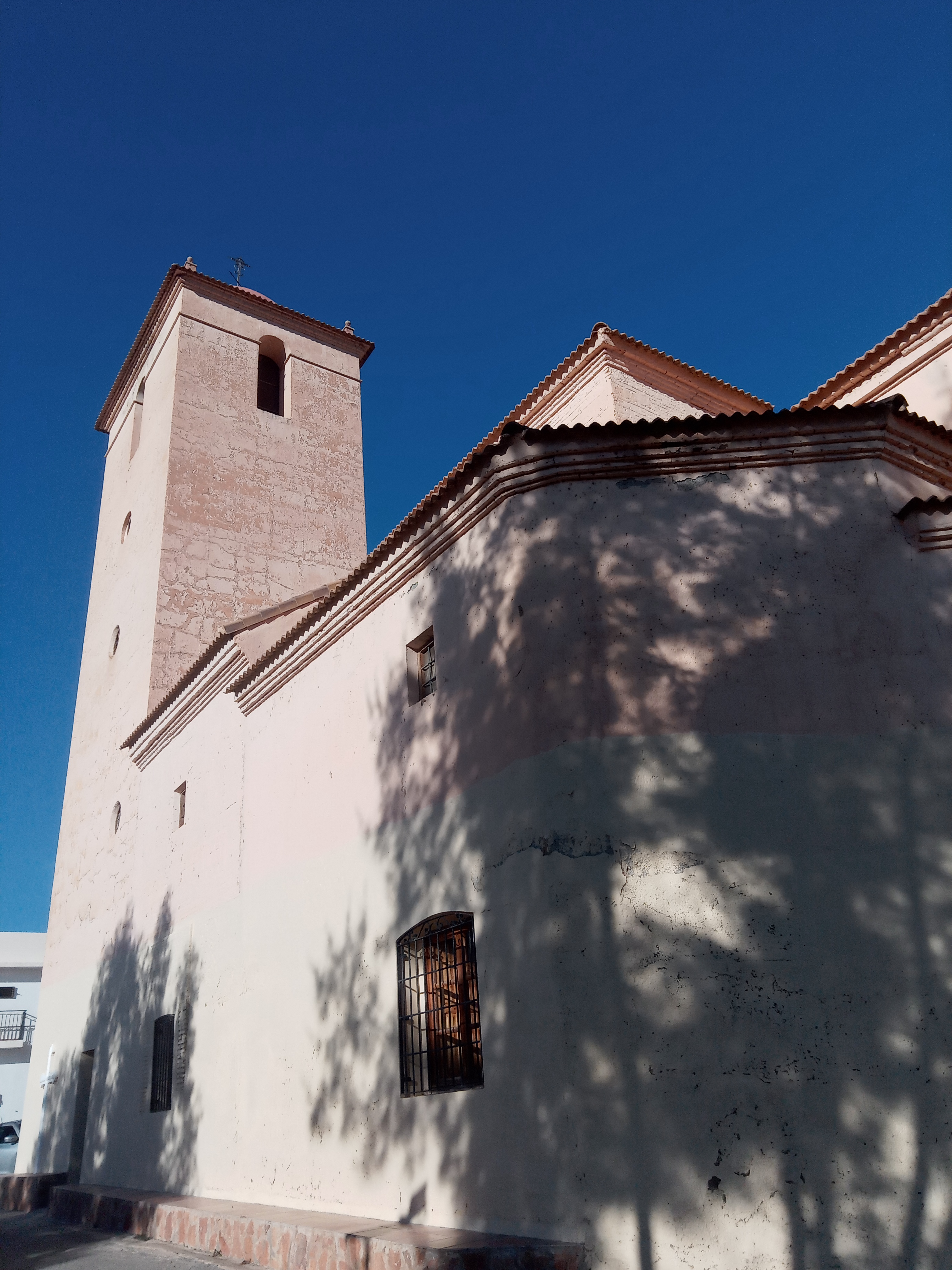
Kirche Mariä Verkündigung
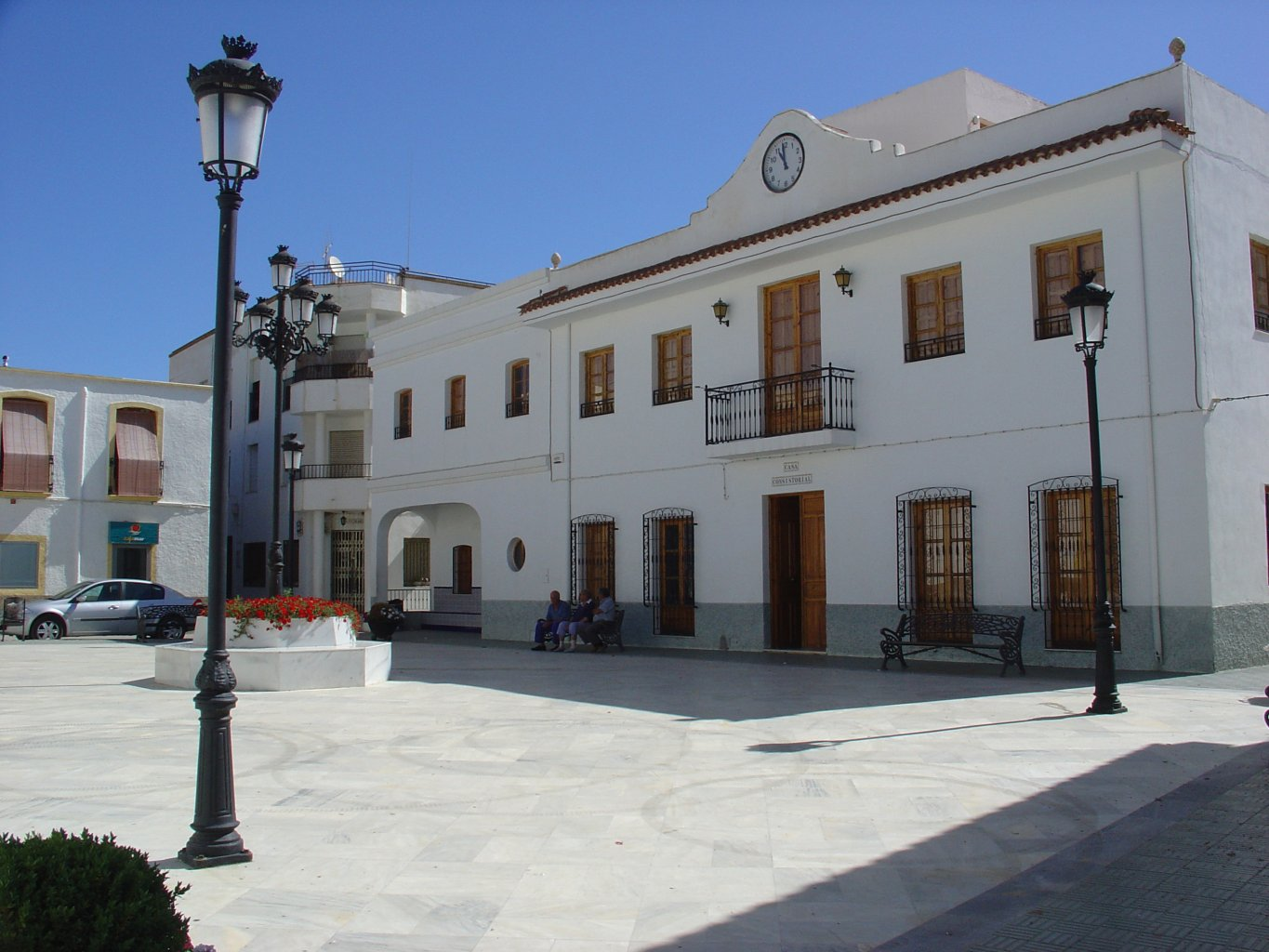
Rathaus